# Vittorio Ragazzini
Vittorio Ragazzini (Modigliana, 3 novembre 1887 – Faenza, 24 ottobre 1962) è stato un latinista italiano.

## Biografia
Frequentò la Facoltà di Lettere del Regio Istituto di Studi Superiori di Firenze, dove si laureò col massimo dei voti nel 1910, con la tesi Quibus e fontibus Ambrosius in Hexamero conscribendo hauserit.
Cominciò nel 1911 la sua carriera di docente nella Regia Scuola Tecnica di Badia Polesine; poi insegnò Lettere Latine e Greche nel Regio Liceo di Matera, passando con lo stesso incarico a quello dell’L’Aquila. Nel 1912 fu nominato “straordinario di materie letterarie” nel Regio Liceo di Lugo di Romagna e trasferito poco dopo con lo stesso incarico al Ginnasio di Avezzano, finché nell’ottobre del 1913 venne definitivamente destinato al regio Ginnasio Superiore Dettori di Cagliari. Nel 1915 venne promosso “ordinario di materie letterarie” nei Regi Ginnasi Superiori e assegnato a Lugo, dove rimase fino alla sua chiamata alle armi del novembre 1917. 
Nel 1918 entrò alla Regia Accademia Militare di Torino dove fu proposto come ufficiale di complemento nell’Arma di Artiglieria. Il 16 luglio 1918 fu assegnato alla zona di guerra, destinato alla 540ª batteria d’assedio della VI Armata per poi essere trasferito all’Armata del Grappa. 
Conclusa la guerra, riprese servizio come docente nel Regio Liceo Virgilio di Mantova dove rimase fino al 1922, successivamente divenne docente di latino e greco al Liceo di Ascoli Piceno. Nel 1923, dopo la riforma gentiliana, fu trasferito al Liceo Cicognini di Prato dove rimase per circa 12 anni come ordinario di latino e greco, tenendo anche per un periodo, l’incarico di Preside.
Il 25 settembre 1924 sposò Edvige Catani, laureata in lettere e poi insegnante all’Istituto Magistrale di Sant'Umiltà in Faenza, da cui ebbe tre figli. 
Nell’anno scolastico 1935/36 fu chiamato a fondare il Liceo Classico di Todi, di cui fu preside fino al 1939, quando gli fu affidata la presidenza del Liceo Classico Evangelista Torricelli di Faenza, che resse fino al 18 giugno 1958, data del suo pensionamento. In quel giorno si svolse una solenne e calorosa cerimonia, alla presenza del Prefetto, del Provveditore agli Studi, delle autorità locali, dei professori, degli alunni ed ex alunni. Nel corso della cerimonia il Prefetto gli comunicò il conferimento, da parte del Presidente della Repubblica, della medaglia d’oro ai benemeriti della scuola, della cultura e dell’arte; un’altra medaglia d’oro gli fu offerta dal Collegio Cicognini di Prato.
Si spense a Faenza il 24 ottobre 1962. La sua commemorazione fu affidata a Piero Zama, per la Deputazione di Storia Patria per le Province di Romagna e ad un ex professore del Liceo Torricelli, divenuto poi ispettore ministeriale, Arles Santoro. 
Il Comune di Faenza nel 2016 ha installato una lapide nell’atrio del Liceo Classico “E. Torricelli” di Faenza a ricordo della sua attività di Preside e di Letterato e ha intitolato a Vittorio Ragazzini un giardino pubblico nel 2018 su progetto dell'architetto Ennio Nonni, a fianco del viale dello storico Viale Stradone, per ricordarne la figura di latinista e di autore di numerose epigrafi latine incise nei principali monumenti cittadini.

## Opere principali
- Il canto "Amore" di Giacomo Leopardi, Faenza, tipografia Lega, 1910.
- Modigliana e i Conti Guidi in un lodo arbitrale del sec. XIII, Modigliana, tipografia Matteucci, 1921.
- Catullo, Carmi scelti, Torino, S.E.I., 1924.
- Esiodo, Le opere e i giorni, Torino, S.E.I, 1925.
- L'Eneide. Poema nazionale italico, Prato, Stabilimento Lito Tipografico M. Martini, 1926.
- La cultura romana. Passi scelti e commentati tratti da Lucrezio, Cicerone, Seneca e Quintiliano, Torino, S.E.I, 1932.
- Lucio Anneo Seneca, De Providentia, De Ira, L. I, Epistole Scelte a Lucilio, Bologna, Zanichelli, 1932.
- Marco Tullio Cicerone, Tusculanarum Disputationum L. I, Bologna, Zanichelli, 1935; L. II, Bologna, Zanichelli, 1939.
- Marco Tullio Cicerone, Somnium Scipionis, Bologna, Zanichelli, 1935.
- La cultura classica, con E. Torricelli, in: Torricelliana, Faenza, Tipografia Lega, Vol. II, 1947.
- Studium Sapientae, con G. Bertoni, Bologna, Zanichelli 1947.
- La XIV° orazione filippica di Cicerone, Vallecchi, Firenze, 1949.
- La VII° orazione filippica di Cicerone, Bologna, Zanichelli 1949.
- Rerum gestarum testimonia, Bologna, Zanichelli, 1950.
- Virtutis Proemia, Bologna, Zanichelli, 1950.
- Marco Tullio Cicerone, Le Catilinarie, Tutte le Opere, in collaborazione col Centro Studi Ciceroniani, Milano, Arnoldo Mondadori Editore, marzo 1963, 1972.